# Sofia Westergren
Sofia Westergren (1974) é uma política sueca. Desde 24 de setembro de  2018 que tem servido como membro do Riksdag em representação do círculo eleitoral do Condado de Västra Götaland Ocidental.